# Plantae Aequinoctiales
Plantae Aequinoctiales (abreviado Pl. Aequinoct.) es un libro con descripciones botánicas que fue editado conjuntamente por Alexander von Humboldt & Aimé Bonpland. Se publicó en 17 partes en los años 1808-1817, con el nombre de Alexandri de Humboldt et Amati Bonpland Plantae Aequinoctiales...Paris.

## Publicaciones
| - Volumen n.º 1 - part 1, May-Jun 1805; - part 2, Ago 1805; - part 3, 22 Sep 1806; - part 4, 15 Dic 1806; - part 5, Abr 1807; - part 6, Nov 1807; - part 7, Ene 1808; - part 8, Abr 1808; | - Volumen n.º 2 - part 9, Nov 1808; - part 10, Feb 1809; - part 11, Feb 1810; - part 12, ?; - part 13, Nov 1811; - part 14, Abr 1812; - part 15, Feb 1813; - part 16, Sep 1813 - part 17, Jun 1817 |